# Calahonda
Calahonda este o arie protejată (arie specială de conservare — SAC, sit de importanță comunitară — SCI) din Spania întinsă pe o suprafață de 1.404,17 ha, integral pe uscat.

## Localizare
Centrul sitului Calahonda este situat la coordonatele 36°28′41″N 4°42′06″W / 36.4781°N 4.7016°V.

## Înființare
Situl Calahonda a fost declarat sit de importanță comunitară în ianuarie 2001 pentru a proteja 2 specii de animale. Situl a fost protejat și ca arie specială de conservare în august 2015.

## Biodiversitate
Situată în ecoregiunile marină mediteraneană și mediteraneană, aria protejată conține 2 habitate naturale: Straturi cu Posidonia (Posidonion oceanicae), Recifuri.
La baza desemnării sitului se află mai multe specii protejate:
- mamifere (1): delfin mare (Tursiops truncatus)
- reptile (1): Caretta caretta

Pe lângă speciile protejate, pe teritoriul sitului au mai fost identificate 4 specii de plante, 4 specii de mamifere, 32 de specii de nevertebrate.